# Great Balls of Fire (Dolly Parton)
Great Balls of Fire è il ventunesimo album in studio della cantante statunitense Dolly Parton, pubblicato il 28 maggio 1979 dalla RCA Victor.

## Tracce
Side 1
1. Star of the Show – 3:56 (Dolly Parton)
2. Down – 3:35 (Parton)
3. You're the Only One – 3:23 (Carole Bayer Sager, Bruce Roberts)
4. Help! – 2:45 (John Lennon, Paul McCartney)
5. Do You Think That Time Stands Still – 3:56 (Parton)

Side 2
1. Sweet Summer Lovin' – 3:17 (Bud Reneau, Blaise Totsi)
2. Great Balls of Fire – 3:51 (Otis Blackwell, Jack Hammer)
3. Almost in Love – 3:15 (Dean Parks, Doug Thiele)
4. It's Not My Affair Anymore – 3:17 (Jeanne French)
5. Sandy's Song – 3:17 (Parton)